# Claudine Meire
Claudine Meire (ur. 24 lutego 1947) – francuska lekkoatletka, sprinterka.
Zdobyła srebrny medal w sztafecie 4 × 1 okrążenie na halowych mistrzostwach Europy w 1972 w Grenoble (sztafeta francuska biegła w składzie: Michèle Beugnet, Christiane Marlet, Meire i Nicole Pani).
Wystąpiła na letniej uniwersjadzie w 1970 w Turynie, gdzie zajęła 8. miejsce w sztafecie 4 × 100 metrów i odpadła w eliminacjach biegu na 100 metrów.
Rekordy życiowe Meire:
- bieg na 100 metrów – 11,7 s (1971)
- bieg na 200 metrów – 22,5 s (1971)